# زاوية سيدي عبد السلام (قبلي)
زاوية سيدي عبد السلام هو معلم أثري تونسي مصنف من قبل المعهد الوطني للتراث يقع في ولاية قبلي في الجنوب الغربي التونسي، تحديدا في مدينة قبلي القديمة تم تصنيف المعلم في يوم 26 جانفي 2024 